# Маркович, Иван (футболист, 1997)
Иван Маркович (нем. Ivan Markovic; 15 июля 1997 года, Швейцария) — швейцарский футболист, полузащитник клуба «Хюнибах».

## Клубная карьера
Маркович является воспитанником «Туна». В 2015 году окончил академию клуба. 25 мая 2015 года, в предпоследнем туре чемпионата Швейцарии 2014/15, дебютировал в профессиональном футболе поединком против «Базеля», выйдя на замену на 67-й минуте вместо Марко Рохаса. Спустя четыре дня, в поединке последнего тура, вновь появился на поле.
В сезоне 2015/16 всего лишь раз попал на скамейку запасных, однако на поле не появлялся.